# Tharcisse Tshibangu
Tharcisse Tshibangu Tshishiku (ur. 23 kwietnia 1933 w Kipushi, zm. 29 grudnia 2021 w Kinszasie) – duchowny rzymskokatolicki z Demokratycznej Republiki Konga, w latach 1991-2009 biskup Mbujimayi.

## Życiorys
Święcenia kapłańskie przyjął 9 sierpnia 1959. 1 września 1970 został prekonizowany biskupem pomocniczym Kinszasy ze stolicą tytularną Scampa. Sakrę biskupią otrzymał 6 grudnia 1970. 26 listopada 1991 został mianowany biskupem Mbujimayi. 1 sierpnia 2009 zrezygnował z urzędu.